# Eric Sturgess
Eric William Sturgess (10. května 1920, Johannesburg – 14. ledna 2004, Sandton) byl jihoafrický tenista. V mužské dvouhře dosáhl dvakrát finále Roland Garros (1947, 1951) a jednou amerického mistrovství (1948). V Paříži podlehl Józsefu Asbóthovi a Jaroslavu Drobnému, v New Yorku Pancho Gonazalesovi. Ještě více se mu dařilo ve čtyřhře, kde si připsal šest grandslamových triumfů. Jeden z nich v mužské čtyřhře, na French open 1947, kde mu stál po boku krajan Eustace Fannin. Finále pařížského grandslamu hrál neúspěšně ještě dvakrát, jednou v páru s Fanninem, podruhé s Drobným. Dvakrát hrál finále mužského debla i ve Wimbledonu  (1951, 1952) a jednou na Australian Open (1950). Dvakrát mu byl partnerem Drobný, jednou Američan Vic Seixas. Největších úspěchů dosáhl ve čtyřhře smíšené. V ní je dvojnásobným wimbledonským vítězem (1949, 1950), dvojnásobným vítězem Roland Garros (1947, 1949) a titul má i z amerického šampionátu (1949). V Austrálii došel v mixu do finále (1950). Třikrát mu pomohla zdvihnout grandslamovou trofej nad hlavu krajanka Sheila Pierceyová Summersová a dvakrát Američanka Louise Broughová. JAR reprezentoval šestkrát v Davisově poháru, jeho bilance v této soutěži je 13 výher a 5 proher.